# Protobotellina
Protobotellina es un género de foraminífero bentónico de la familia Botellinidae, de la superfamilia Hippocrepinoidea, del suborden Hippocrepinina y del orden Astrorhizida. Su especie tipo es Protobotellina cylindrica. Su rango cronoestratigráfico abarca el Holoceno.

## Discusión
Clasificaciones previas incluían Protobotellina en la subfamilia Hyperammininae, de la familia Hippocrepinidae, así como en el suborden Textulariina del orden Textulariida.

## Clasificación
Protobotellina incluye a las siguientes especies:
- Protobotellina cylindrica
- Protobotellina pacifica
- Protobotellina venenata
- Protobotellina vermicula
- Protobotellina vitjazi

Otra especie considerada en Protobotellina es:
- Protobotellina lofotensis, de posición genérica incierta